# ニガール・ハヌム
ニガール・ハヌム (Nigâr Hanım; オスマン語: نگار خانم; 1856年 – 1918年4月1日) はオスマン帝国の詩人で、女性の様式で近代西洋様式を開拓した先駆者である。彼女はオスマン帝国の改革であるタンジマート後のトルコ詩を代表する人物である。なおこのオスマン・トルコ様式の名前では、名前はニガール、称号はハヌムで、姓は無い。

## 生涯
ニガールはイスタンブールに生まれ、父のマジャール・オスマン・パシャはハンガリー出身のオスマン帝国貴族であった。彼女はカドゥキョイにあるフランス学校で教育を受け、後に自宅で家庭教師の指導を受けた。幼いころから8種類の言語を話し、ピアノを演奏した。
彼女は14歳で結婚したが、数年後には大きな不幸で離婚した。この結婚で生まれた息子のフェリドン・ベイは、後にイスタンブールにある私立学校ロバートカレッジのフランス語教師となり、ムラト5世の孫であるアフメト・ニハト・オスマンオウルの家庭教師になった。
彼女の初期の詩は伝統的な詩集ディヴァンの様式であったが、後に作家レカイザーデ・マフムート・エクレムなどの影響を受け、当時の西洋詩の影響を受けたより近代的な様式を取り入れるようになった。彼女は東洋と西洋の文化に精通し、フランス語、ギリシャ語、アラビア語、そしてドイツ語を理解した。
彼女の詩集『エフサス』は、女性詩人による西洋様式で書かれた最初の詩集であった。彼女の文体、テーマの選択、表現には、非常に女性的な感性が反映されていた。
私生活でも、当時の社会における重要で有名な人物であった。詩人のキャリアを離れても、彼女のライフスタイル、外交的な性格、衣服の趣味などは、当時の社会や女性観に大きな影響を与えた。
晩年は次第に孤独になり、大きな苦痛を感じていた。1918年にイスタンブールで没した。

## 栄誉
人道主義的作品によって彼女は慈善勲章を受章した。
1998年、シャイレル・ソファシ (詩人のソファー) 公園が整備され、彫刻家ギュルダル・ドゥヤルによる彼女の彫像が他の6人の有名な詩人の像と共に置かれた。同じ時にナムック・デニサンによる彼女の彫刻が、同じ公園に設置された。

## 『もう一度言って』
『もう一度言って』はニガールの初期の恋愛詩である (タラート・S・ハルマンの訳詩による)。
今、私はあたなのただ一人の恋人――世界中で――なの？

私は本当にあなたの愛の唯一の対象なの？

もしあなたの心に激しい熱情がおこり、

もしあなたの心に永遠の愛が燃え上がるなら―

それは全て私のため？もう一度言ってちょうだい。

今すぐに言ってちょうだい、あなたの全ての暗い思いや、

あなたの全ての悲しみは、私一人のせいなの？

私に分けて、あなたが感じ、あなたが考えたことを。

いらっしゃい、私の恋人、わたしの心に注いで

あなたをそんなに悲しませるものを。

もう一度言ってちょうだい。

## 主な著作

### 詩
- Efsus I
- Efsus II
- Nîrân
- Aks-i Sada
- Safahat-ı Kalb
- Elhan-ı Vatan

### 戯曲
- Tesir-i Aşk

### 回想録
- Hayatımın Hikâyesi (1959)